# Greg Warren
Greg Warren (født 18. oktober 1981) er en professionel amerikansk fodbold-spiller fra USA, der spiller for det professionelle NFL-hold Pittsburgh Steelers. Han spiller positionen long snapper.